# Schillers Gartenhaus

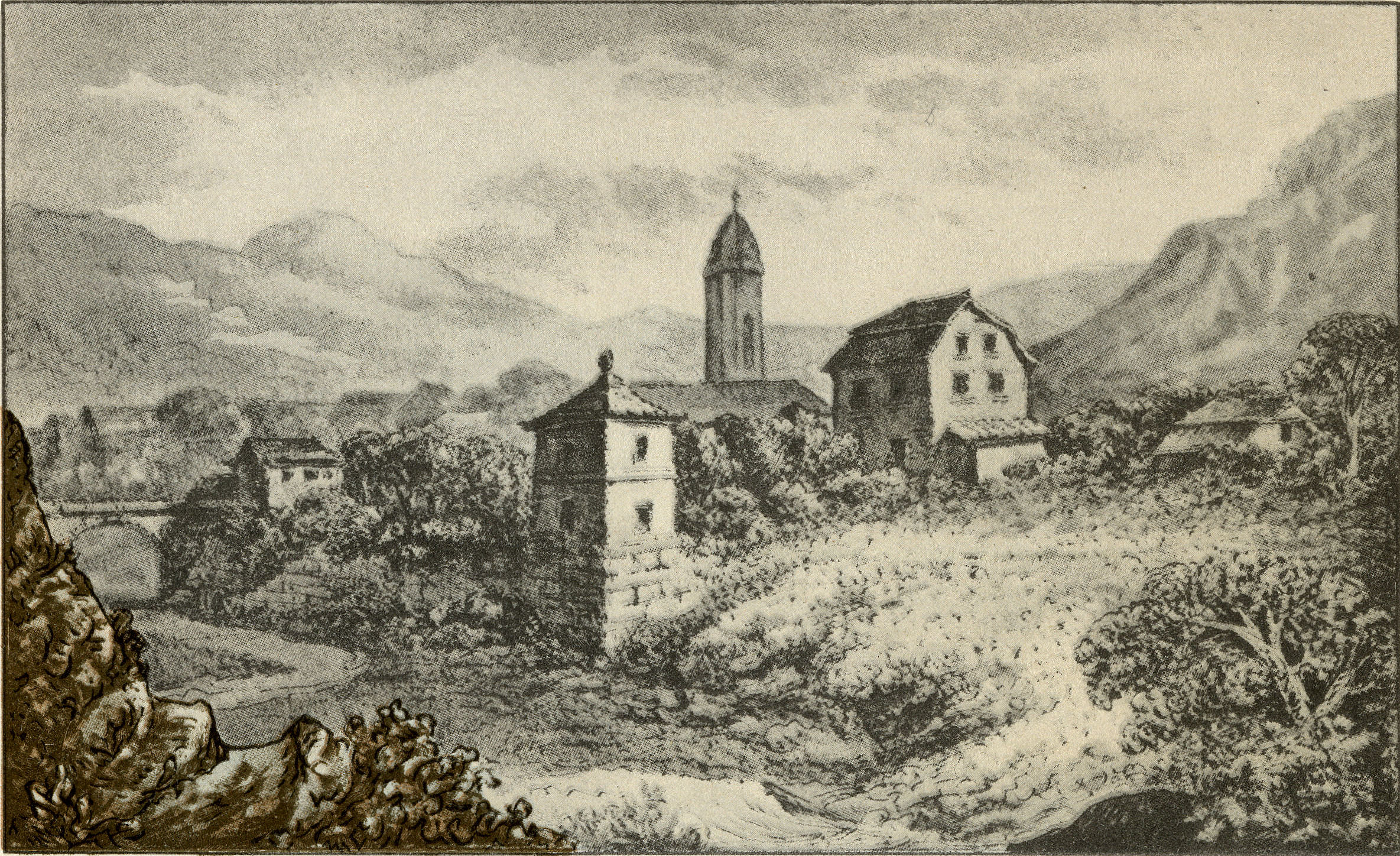
Schillers Garten in Jena – Zeichnung von
Johann Wolfgang von Goethe, April 1810

Schillers Gartenhaus ist eine von nur zwei erhaltenen Wohnstätten Friedrich Schillers in Jena, in der er mit seiner Familie in den Sommern der Jahre 1797 bis 1799 lebte. (Die andere ist das Haus in der Zwätzengasse.) Hier entstanden einige seiner wichtigsten Werke, wie Teile von Wallenstein und Maria Stuart, sowie zahlreiche Balladen.
1799 zog Schiller mit seiner Familie nach Weimar, gab allerdings das Jenaer Gartenhaus erst 1801 endgültig auf. Das Haus befindet sich heute in Besitz der Friedrich-Schiller-Universität, die hier ein Museum und einen Diskursort mit zahlreichen Veranstaltungsformen unterhält.

## Das Haus und Schillers Wohnsituation

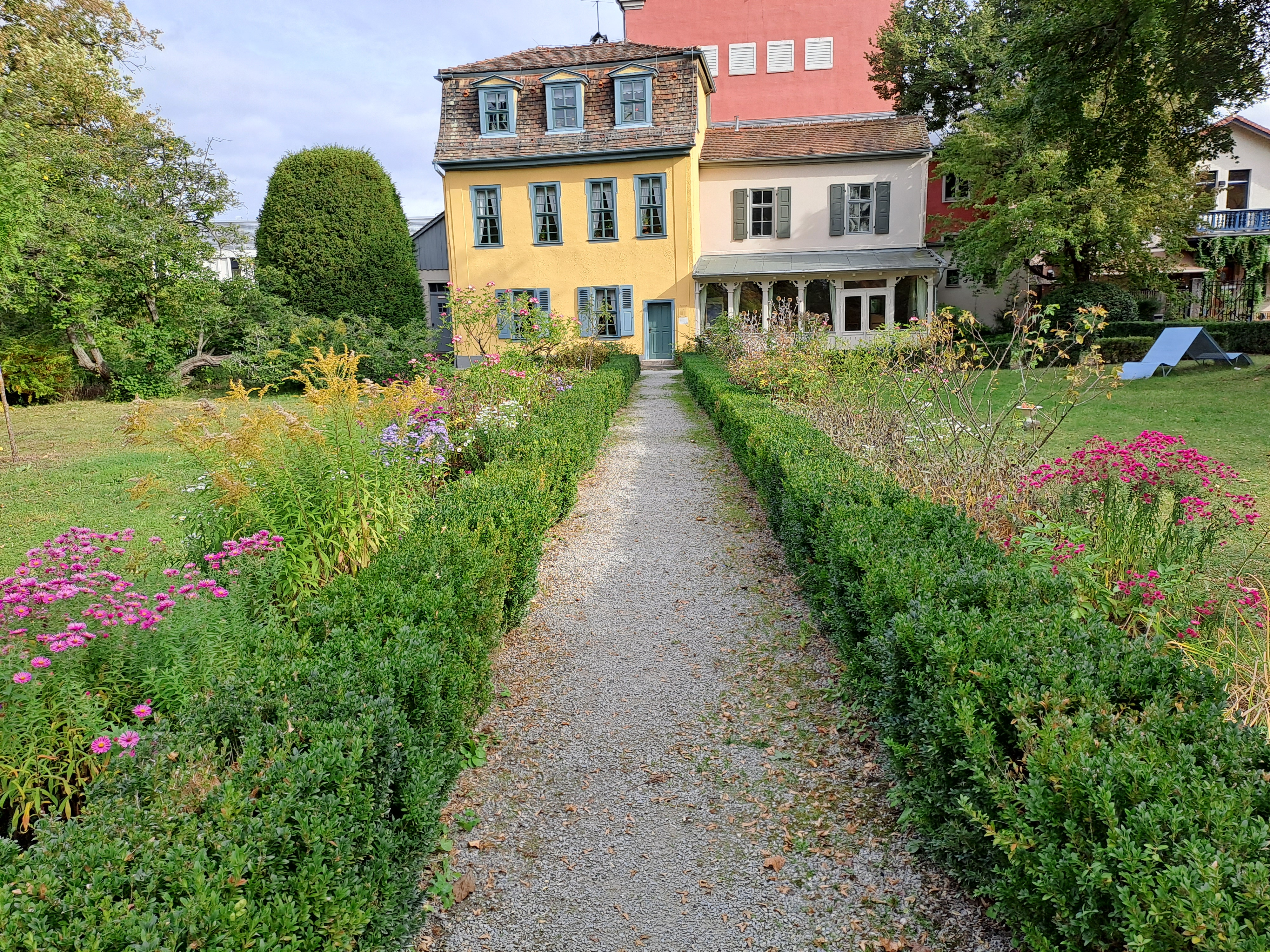
Schillers Gartenhaus mit dem davorliegenden Garten

Schiller erwarb das um die Mitte des 18. Jahrhunderts errichtete Haus im heutigen Schillergäßchen 2 in Jena im März 1797 für 1050 Taler als Zweitwohnung und Gartenhaus. Damals lag es kurz vor den Toren der Stadt, mit Blick auf den Bach Leutra und zahlreiche Wald- und Gartenstücke. Als Hauptwohnung nutzte Schiller, der an der Universität als Geschichtsprofessor lehrte, nacheinander verschiedene Jenaer Mietwohnungen in der Innenstadt, von denen aber keine mit ihrer Einrichtung erhalten ist. Das Gebäude in der Zwätzengasse wird heute von der Universität genutzt. Somit ist das Gartenhaus Schillers die einzige zu besichtigende Wohnstätte aus seiner Jenaer Zeit, der längsten, die er in einem Ort verbrachte (1789–1799).
Schiller wohnte mit seiner Frau Charlotte, den zwei kleinen Söhnen und drei Dienstboten in den Sommermonaten der Jahre 1797 bis 1799 in seinem Gartenhaus. Seine Familie und zahlreiche Freunde, vor allem Goethe, hatten ihm zu diesem Erwerb geraten, um an der frischen Luft seine angeschlagene Gesundheit zu kurieren. „Ich musste dieses Mittel ergreifen, ein eigen Haus und Garten zu kaufen, weil ich sonst gar keine Möglichkeit sehe, mich an die freie Luft zu gewöhnen, die mir so nöthig ist.“ Den Erwerb musste er allerdings über ein Darlehen finanzieren, und er führte auch einige der zahlreichen Umbauarbeiten selbst aus.

## Die Nutzung

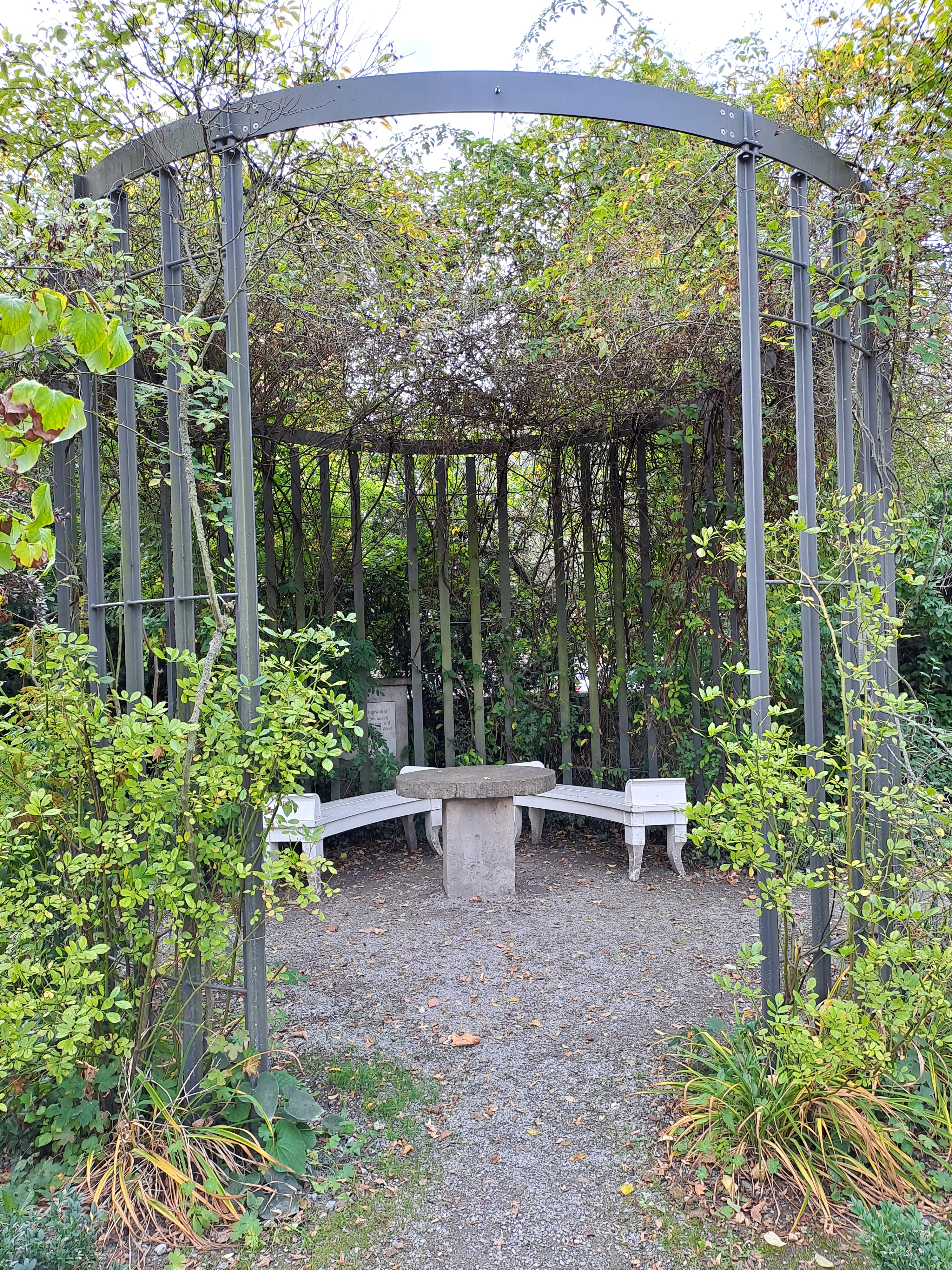
Die ehemalige Laube mit dem historischen Steintisch, 2023

Im Erdgeschoss wurden eine Veranda und ein Kinderzimmer mit nebenan liegender Mägdekammer eingerichtet. Die Kinder, Carl und sein jüngerer Bruder Ernst, konnten aus diesem Zimmer direkt in den Garten schauen. Im ersten Obergeschoss richtete Charlotte Schiller einen kleinen Salon ein, in dem Besuch empfangen wurde. Hinter dem Salon lag ihr Schlafgemach, sie teilte es angeblich nicht mit ihrem Mann, weil dieser mitten in der Nacht aufzustehen pflegte, wenn ihm eine Idee gekommen war. Im zweiten Obergeschoss richtete sich Schiller ein Arbeitszimmer mit Bibliothek ein. Das Schreibpult war so ausgerichtet, dass man in den grünen Garten hineinblickt. Im Arbeitszimmer fand Schiller Ruhe für seine Arbeiten, denn die Kinder hielten sich im Erdgeschoss oder im Garten auf, und seine Frau meist im Salon. In einer kleinen Kammer hinter dem Arbeitszimmer stand Schillers Bett.
Die Küche wurde aus dem Haus heraus in die nordwestliche Ecke des Gartens verlegt, da Schiller im Haus keine Küchengerüche mochte. Die damit verbundenen Bauarbeiten sorgten allerdings lange für Lärm und störten seine Arbeit empfindlich.

## Die Gartenzinne
In der äußersten südwestlichen Ecke des Gartens ließ Schiller 1798 ein Türmchen bauen. Im unteren Bereich war ein Bad eingerichtet und in der ersten Etage befand sich ein kleines Arbeitszimmer für den Dichter. Dort hatte er Ruhe zur Arbeit und einen herrlichen Ausblick auf die Umgebung Jenas. Goethe nannte den Turm Schillers Gartenzinne, weil er wie eine Zinne auf der Mauer stand. Um die Zinne herum gediehen im Garten reichlich Obst, Gemüse, Kräuter und Blumen, vor allem mit Spargel, Kartoffeln und Mangold. Unter einer Pergola steht bis heute ein großer runder Steintisch, an dem Schiller mit zahlreichen Gästen, allen voran Goethe saß und den Sommer genoss. Goethe sollte später über diesen Ort sagen: „In dieser Laube haben wir oft an diesem alten Steintisch gesessen und so manches gute und große Wort miteinander gewechselt“ (1827 an Eckermann).

Schillers Garten
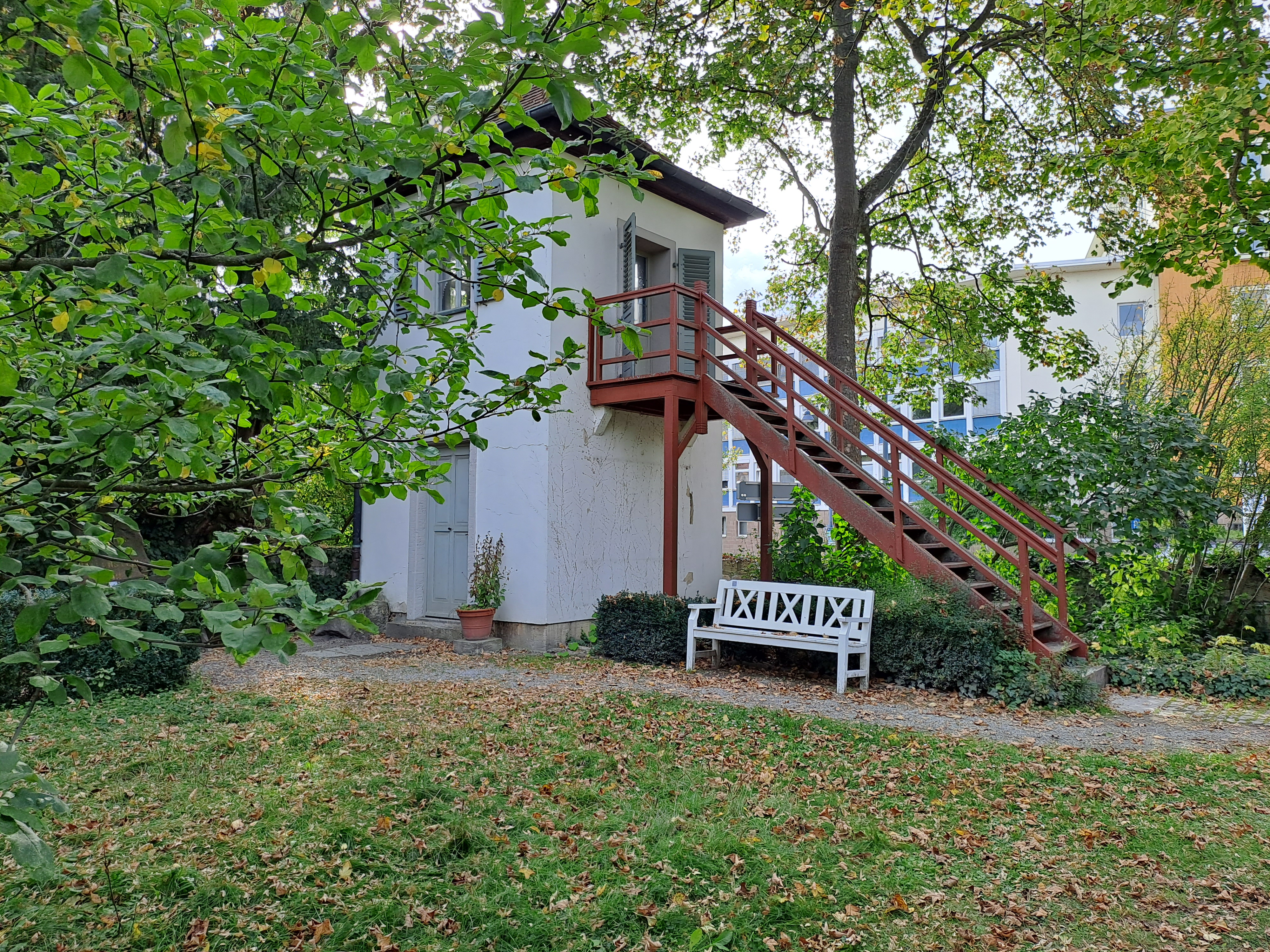
Die Gartenzinne
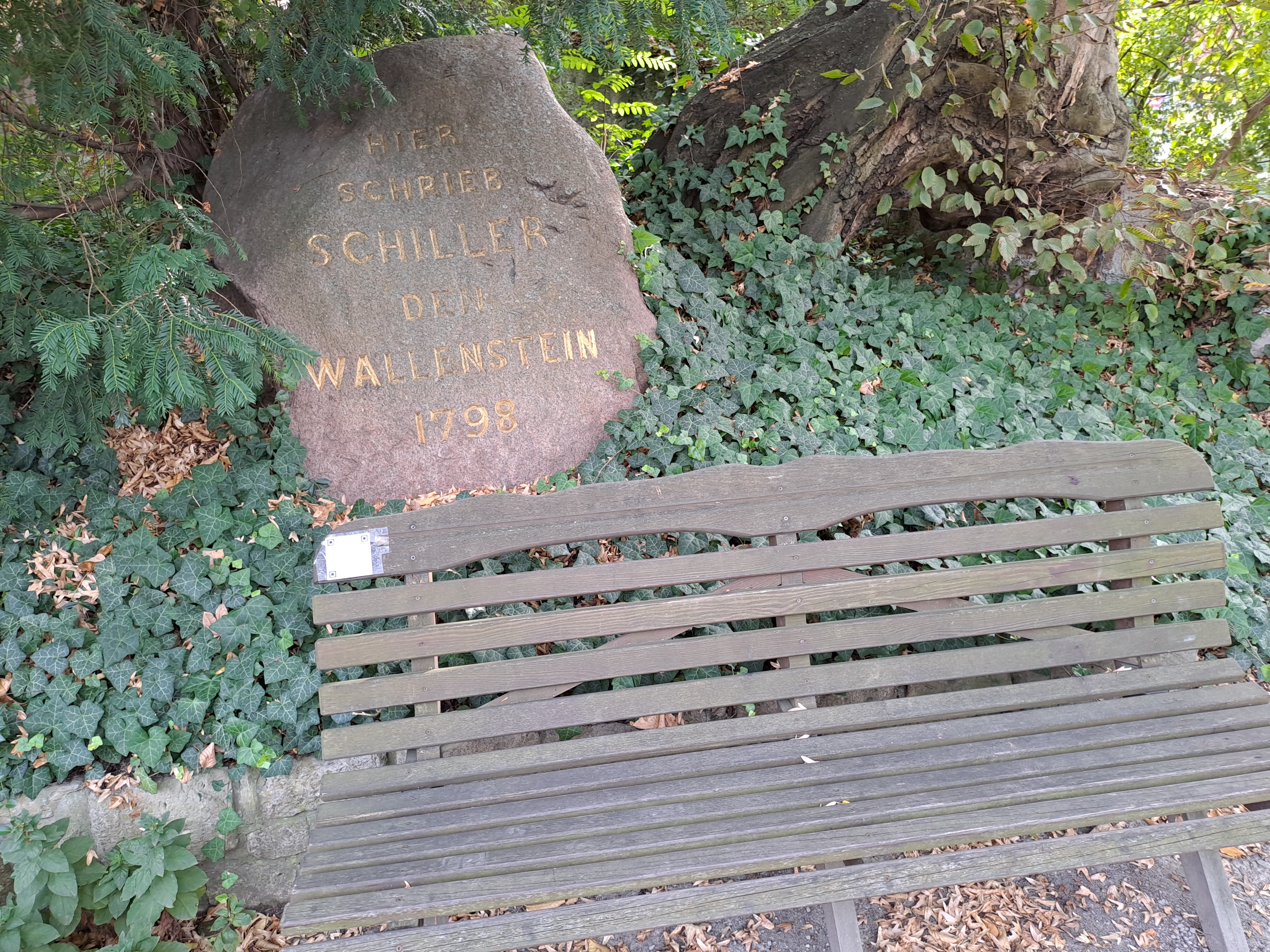
Gedenkstein neben der Gartenzinne
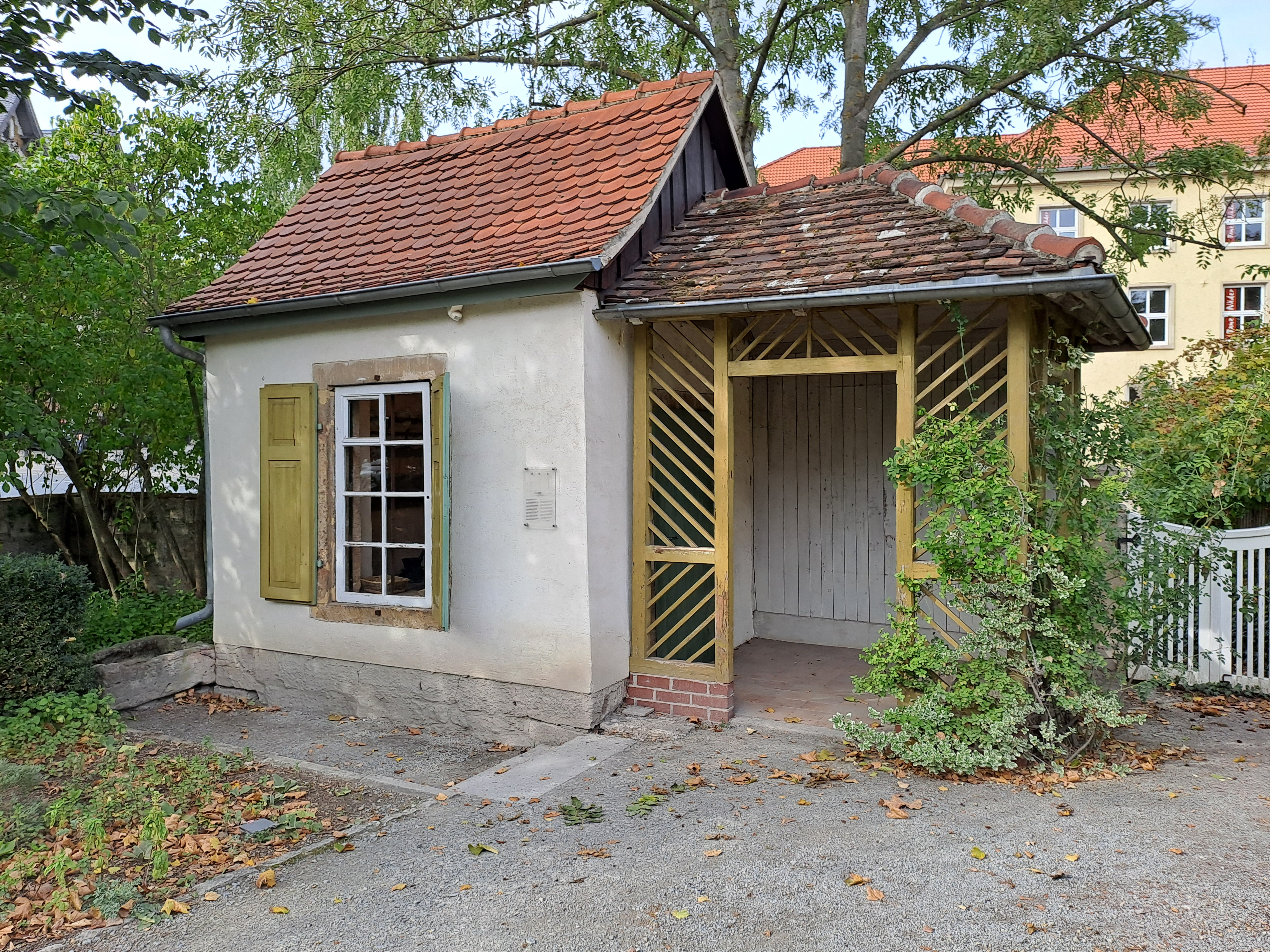
Küchengebäude
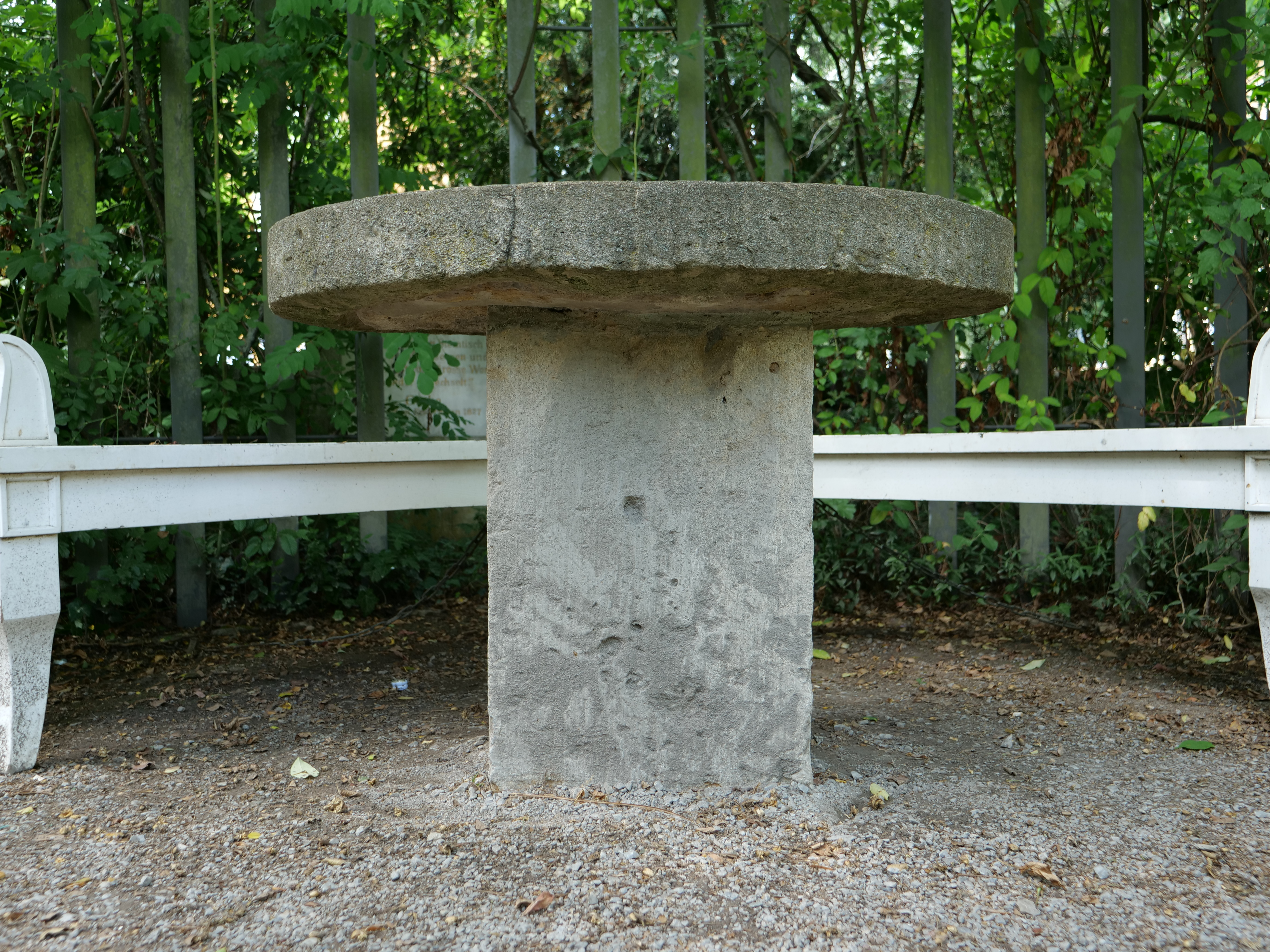
Historischer Steintisch
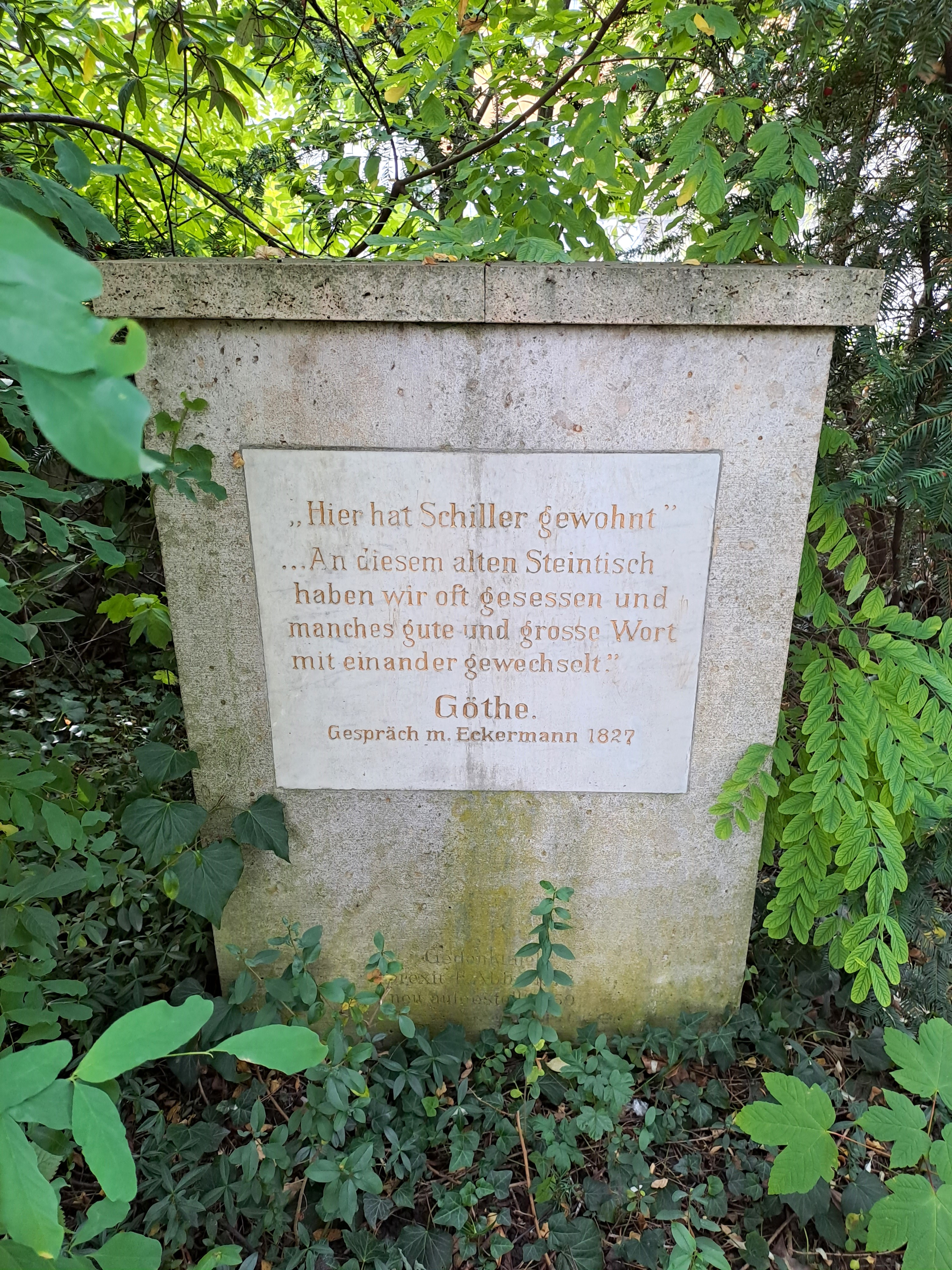
Stein mit Gedenktafel neben dem Steintisch
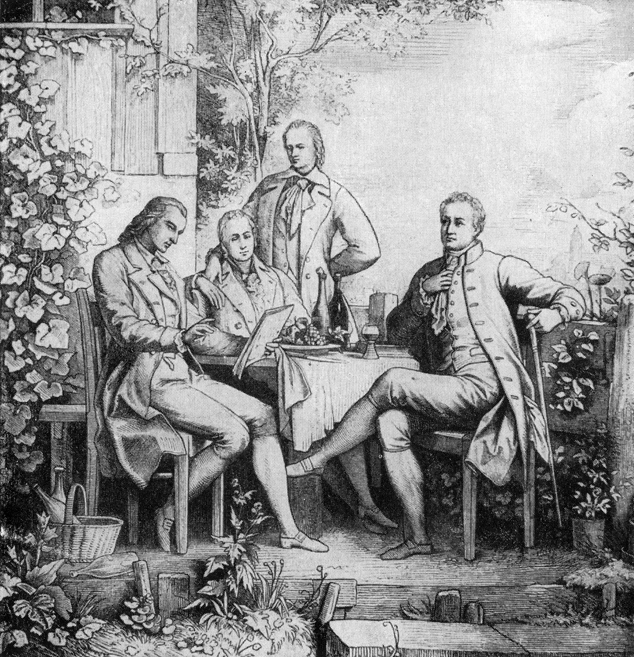
Friedrich Schiller, Wilhelm und Alexander von Humboldt und Johann Wolfgang von Goethe am Steintisch in Schillers Garten (Andreas Müller)

## Entstandene Werke und Besucher
In dem Arbeitszimmer und in der Gartenzinne entstanden einige von Schillers wichtigsten Werken, vor allem große Teile des Wallenstein und der Anfang von Maria Stuart. Auch zahlreiche Balladen entstanden hier, und – während eines erneuten Aufenthalts im Sommer 1801 – auch Teile der Jungfrau von Orleans.
In dem Haus waren zudem zahlreiche bedeutende Persönlichkeiten aus Jena und ganz Deutschland zu Gast: Johann Wolfgang von Goethe, Friedrich Wilhelm Schelling, Caroline von Humboldt, der Naturforscher Alexander von Humboldt, Friedrich Hölderlins Geliebte Susette Gontard, Sophie Brentano (die Schwester Bettina Brentanos), der Verleger Johann Friedrich Cotta, ebenso wie Johann Gottlieb Fichte und der Philosophieprofessor Friedrich Immanuel Niethammer.

## Der Wegzug und Verkauf
Im Dezember 1799 zog Schiller mit seiner Familie nach Weimar, gab allerdings das Jenaer Gartenhaus noch nicht auf. Zunächst verpachtete er es zunächst samt Grundstück und verkaufte es 1802 an den Juristen Anton Friedrich Justus Thibaut.

## Das Gartenhaus heute: Museum und Diskursort
Das Gartenhaus gehört heute der Jenaer Friedrich-Schiller-Universität. In der unteren und der zweiten Etage des Hauses befindet sich das Museum sowie eine Ausstellung zu Schillers Jenaer Jahren wie auch zu seinem Leben im Gartenhaus. Die beiden oberen Etagen sind der damaligen Wohnung originalgetreu nachempfunden. In der ersten Etage befindet sich Charlottes Salon und ihr Schlafkämmerchen. Im zweiten Stock findet der Besucher Schillers Arbeitszimmer, seine Schlafkammer und ein kleines Zimmer für den Diener Gottlieb Rudolf. Es sind auch noch einige von Schillers echten Einrichtungsgegenständen erhalten.
Das Grundstück wurde nach einem historischen Gartenplan, den Schiller einst von einem Studenten der Mathematik geschenkt bekommen hatte, rekonstruiert.
Die Lage hat sich im Vergleich zu Schillers Zeit stark verändert, Haus und Garten liegen heute im Zentrum der Stadt, die ehemals grünen Hügel und Wiesen jenseits des Gartens sind verbaut, und eine Hauptverkehrsstraße führt unmittelbar an der Mauer entlang, direkt über dem verrohrten Bach Leutra. In direkter Nachbarschaft befinden sich heute die alte Universitäts-Sternwarte, die Volkssternwarte Urania, sowie das Theaterhaus Jena (im Schillergäßchen 1).
Heute dient das Gartenhaus als Reflexionsort der universitären Identität, als Diskussionsraum von geisteswissenschaftlicher Forschung mittels Symposien, Vorträgen und Workshops, als Schnittstelle zur Öffentlichkeit sowie als Ort der Wissensvermittlung und der kulturellen Bildung für breite Schichten. Die Reihe „Die Gunst des Augenblicks“ lädt seit 2014 regelmäßig wichtige Lyriker und Erzähler der Gegenwart in das Gartenhaus, um sie mit der klassischen Tradition Schillers und Goethes in eine fruchtbare Auseinandersetzung zu bringen. Seit 2016 bietet die Thüringer Textwerkstatt „Poesie und Praxis“ im Gartenhaus jungen Autoren die Gelegenheit, ihre Texte mit renommierten Autoren und Wissenschaftlern zu diskutieren und zu bearbeiten. Daneben finden zahlreiche Vorträge, Vortragsreihen und Diskussionsabende zur Aktualität der Philosophie und Poesie der Goethezeit bzw. zur Kultur der Moderne, aber auch zu gegenwärtigen gesellschaftlichen, ästhetischen, politischen, philosophischen oder sozialen Fragen statt. Bedeutende Vorträge werden regelmäßig in der hauseigenen Publikationsreihe veröffentlicht.
Parkmöglichkeiten für PKW sind vor dem Theaterhaus und westlich vor dem Schillergarten.